# Горелик, Геннадий Ефимович
Генна́дий Ефи́мович Горе́лик (род. 13 января 1948, Львов) — российско-американский историк физики, автор множества статей и научных работ о советских физиках.

## Биография
Окончил в 1972 году физический факультет МГУ. В 1979 году защитил кандидатскую диссертацию на тему «Взаимодействие физики и математики при формировании современных представлений о размерности пространства», выполненную под руководством Д. Д. Иваненко. Работал в издательстве МГУ, затем в ИИЕТ АН СССР (ИИЕТ РАН). Опубликовал две книги по теме диссертации, биографию М. П. Бронштейна (совместно с В. Я. Френкелем), ряд статей по социальной истории науки и научно-популярных статей для журналов «Природа» и «Знание — сила».
В 1993 году выиграл стипендию в Dibner Institute for the History of Science and Technology (MIT, Бостон, США) для работы над проектом о предыстории советской водородной бомбы. Этот проект перерос в биографию Андрея Сахарова (при поддержке Guggenheim Fellowship и гранта от MacArthur Foundation) и в биографии Льва Ландау и Дмитрия Зимина. Затем был приглашенным исследователем в Центре философии и истории науки Бостонского университета.

## Труды
Список публикаций на личном сайте Г. Е. Горелика

### Книги
- Горелик Г. Е. Кто изобрел современную физику? От маятника Галилея до квантовой гравитации. — М.: Corpus, 2013. — 334 с. — ISBN 978-5-17-080251-7.
- Горелик Г. Е. Андрей Сахаров:  Наука и Свобода. — изд. 3-е, перераб. — М.: Молодая гвардия, 2010. — 448 с. — (Жизнь замечательных людей). — ISBN 978-5-235-03253-8.
- Горелик Г. Е. С(о)ветская жизнь Льва Ландау. — М.: Вагриус, 2008. — 464 с. — ISBN 978-5-9697-0613-2.
- Горелик Г. Е., Френкель В. Я. Матвей Петрович Бронштейн: 1906-1938. — М.: Наука, 1990. — 272 с. — (Научно-биографическая серия).
- Горелик Г. Е. Размерность пространства: историко-методологический анализ. — М.: Изд. МГУ, 1983.
- Горелик Г. Е. Почему пространство трёхмерно? — М.: Наука, 1982. — 168 с. — (История науки и техники).